# Cecil Quentin
Cecil Quentin (Waterford, 1852 — Ramsgate, 29 de outubro de 1926) foi um velejador britânico, campeão olímpico. Formado pelo Cheltenham College, competiu nas provas da classe acima de 20 toneladas realizadas nos Jogos Olímpicos de Verão de 1900, conquistando a medalha de ouro na corrida disputada a bordo do Cicely.